# Eerste Wereldoorlog in Nederland

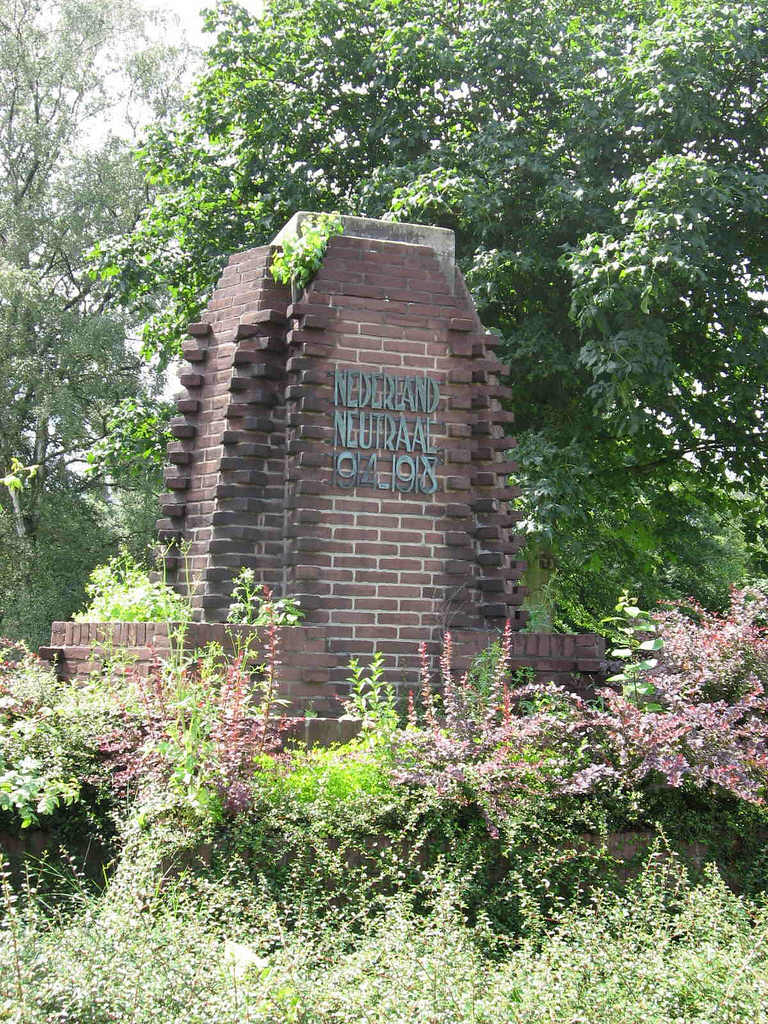
Monument Nederland Neutraal 1914-1918 te Winterswijk

Bij het uitbreken van de Eerste Wereldoorlog in 1914 bleef Nederland onpartijdig. De regering streefde strikte neutraliteit na.

## Achtergrond
Dat Nederland zich in augustus 1914 neutraal verklaarde was begrijpelijk. Net zoals België was het een klein land dat grootmachten als Duitsland, Engeland en Frankrijk als 'buurlanden' had. De Nederlandse krijgsmacht was te zwak om een van die mogendheden in een conflict te kunnen weerstaan. Daarom hechtte Nederland sterk aan neutraliteit en aan het internationaal recht, om de status quo te behouden. In die jaren bezat Nederland nog zijn koloniën, waaronder Suriname en het uitgestrekte Nederlands-Indië. Nederland besefte dat alleen dankzij een door alle staten geaccepteerde rechtsorde die koloniën behouden konden blijven.
In 1899 en in 1907 waren (niet toevallig) in Den Haag vredesconferenties gehouden. Als resultaat van de tweede vredesconferentie werd in Den Haag het Vredespaleis gebouwd en in 1913 officieel geopend. Dit internationaal gerechtshof was bedoeld om internationale conflicten op vreedzame wijze te beslechten. De Nederlandse neutraliteitsverklaring paste in een traditie.
Tijdens de Eerste Wereldoorlog (1914-1918) waren elf landen neutraal: Argentinië, Chili, Denemarken, Ethiopië, Mexico, Nederland, Noorwegen, Spanje, Venezuela, Zweden en Zwitserland. De rest van de wereld, toen 34 staten, was met elkaar in oorlog. De Nederlandse regering, hierin gesteund door koningin Wilhelmina en een groot deel van de bevolking, streefde strikte neutraliteit na.

## Handhaving neutraliteit
Nadat in augustus 1914 de oorlog was uitgebroken, moest de Nederlandse regering zijn neutraliteit handhaven. Bij grove schendingen van de Nederlandse neutraliteit, tientallen Nederlandse schepen werden getorpedeerd of liepen op mijnen, protesteerde de regering bij het land dat zij daarvoor verantwoordelijk hield. De reacties van de oorlogvoerende landen waren verschillend. Ze bestreden de Nederlandse lezing van het incident, maar in een aantal gevallen werd na veel overleg toch schadevergoeding uitgekeerd. Nadat Duitsland in februari 1917 een onbeperkte duikbootoorlog had afgekondigd, liepen de Nederlandse schepen nog meer risico.
Toen een Brits vliegtuig eind april 1917 per ongeluk Zierikzee bombardeerde, stelde de regering de Britse luchtmacht daarvoor verantwoordelijk. Aanvankelijk wezen de Britten elke betrokkenheid af, maar moesten uiteindelijk toch toegeven en keerden een jaar later een schadevergoeding uit.

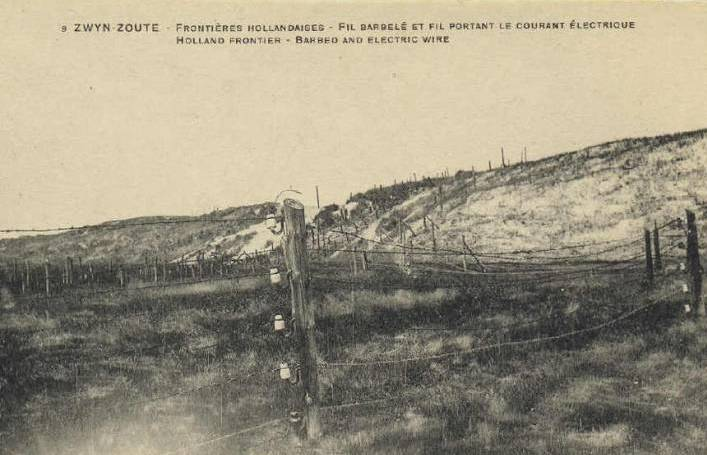
De Dodendraad in Zeeuws-Vlaanderen

Op de grens van België en Nederland liep gedurende een groot deel van de Eerste Wereldoorlog een 332 kilometer lange elektrische draadversperring, bekend als 'de Draad' of de 'Dodendraad', die aan honderden mensen het leven kostte. De draad was vooral bedoeld om smokkel tegen te gaan. Die vond op grote schaal plaats toen de oorlogsschaarste nijpender werd en de prijsverschillen tussen de twee landen waren toegenomen.
De oorlogvoerende landen Duitsland en Groot-Brittannië hebben de Nederlandse neutraliteit laten bestaan, omdat ze daar belang bij hadden. Voor Duitsland betekende het dat het toch een soort 'aanvoerkanaal' openhield, nadat vanaf augustus 1914 een Britse blokkade van de Duitse wateren was ingesteld. Voor Groot-Brittannië was Nederland interessant om inlichtingen te verkrijgen en de Britten hadden vanaf de Nederlandse Noordzeekust geen vijandelijkheden te duchten.

## Pro-Duits of pro-Engels
De Nederlandse regering had haar onzijdigheid (neutraliteit) in augustus 1914 kenbaar gemaakt bij de oorlogvoerende landen. Die landen gaven direct als antwoord de Nederlandse neutraliteit te zullen respecteren. Bij het Nederlandse volk lag tijdens de oorlog over het algemeen de sympathie bij de Geallieerden. De Duitse inval in het neutrale België – met de begane wreedheden – en in maart 1915 het torpederen van het Britse passagiersschip de Lusitania, waar ook veel Amerikanen bij omkwamen, deden de Duitse zaak geen goed. Daarnaast ervoeren veel Nederlanders de Duitse buur met zijn enorme krijgsmacht als een bedreiging. Hoewel de Britten letterlijk in Nederlands vaarwater zaten en veel Nederlandse schepen aan- of vasthielden, waren de meeste Nederlanders toch meer bevreesd voor de machtige oosterbuur. De handel met Duitsland bleef van belang voor Nederland, maar werd door de oorlog minder. Een bijverschijnsel in die oorlogsjaren waren de zogeheten oorlogswinstmakers, de O.W.'ers. Dat waren handelaren of anderen die profiteerden van de prijsverschillen die in Duitsland en Nederland ontstonden door de toenemende schaarste. Door reguliere handel en door smokkel wisten zij aanzienlijke winsten te verkrijgen.
In onder meer protestante kringen bestond wel sympathie voor de Duitse zaak. Die werd mede ingegeven door de herinnering aan de Boerenoorlog (1899-1902) in Zuid-Afrika.
Generaal Snijders was van mening dat totale neutraliteit uiteindelijk niet te handhaven zou zijn. Hij vroeg het kabinet daarom welke kant zij zou kiezen, wanneer het tot een treffen zou komen. Dit met het oog op mogelijke voorbereidingen. Aan het eind van de oorlog sprak generaal Snijders de mening uit dat Nederland tegen een eventueel treffen met Duitsland niet opgewassen zou zijn. Het kabinet-Cort van der Linden beschuldigde de generaal daarop van defaitisme.
De regering wilde de bevelhebber de laan uitsturen. Dit gebeurde echter niet. De reden daarvoor was dat koningin Wilhelmina bij die conflicten consequent de zijde van haar opperbevelhebber koos. De reden dat de koningin standvastig naast haar bevelhebber bleef staan is dat zij erg begaan was met het leger en de marine. Zij wilde gezien worden als een soldatenkoningin.
In april 1918 leek de bom te barsten. Het Duitse voorjaarsoffensief ging van start en een Duitse inval in Nederland leek onvermijdelijk. Generaal Snijders deelde de regering mee dat tegenstand tegen de Duitse troepen geen zin had.
Minister van Oorlog De Jonge vond het nu welletjes. Hij eiste officieel het ontslag van Snijders. Opnieuw verklaarde koningin Wilhelmina dat zij de generaal niet zou ontslaan, "zelfs niet als dit het heengaan van de minister tot gevolg zou hebben". Logischerwijs zou de regering op deze mededeling hebben moeten reageren met aftreden. Maar er waren verkiezingen op komst en dus bleven de heren zitten – net als de generaal. Die ruimde pas een half jaar later het veld, op 6 november – vijf dagen voor het einde van de oorlog – toen de regering hervormingen in de krijgsmacht doorvoerde.

## Interneringskampen

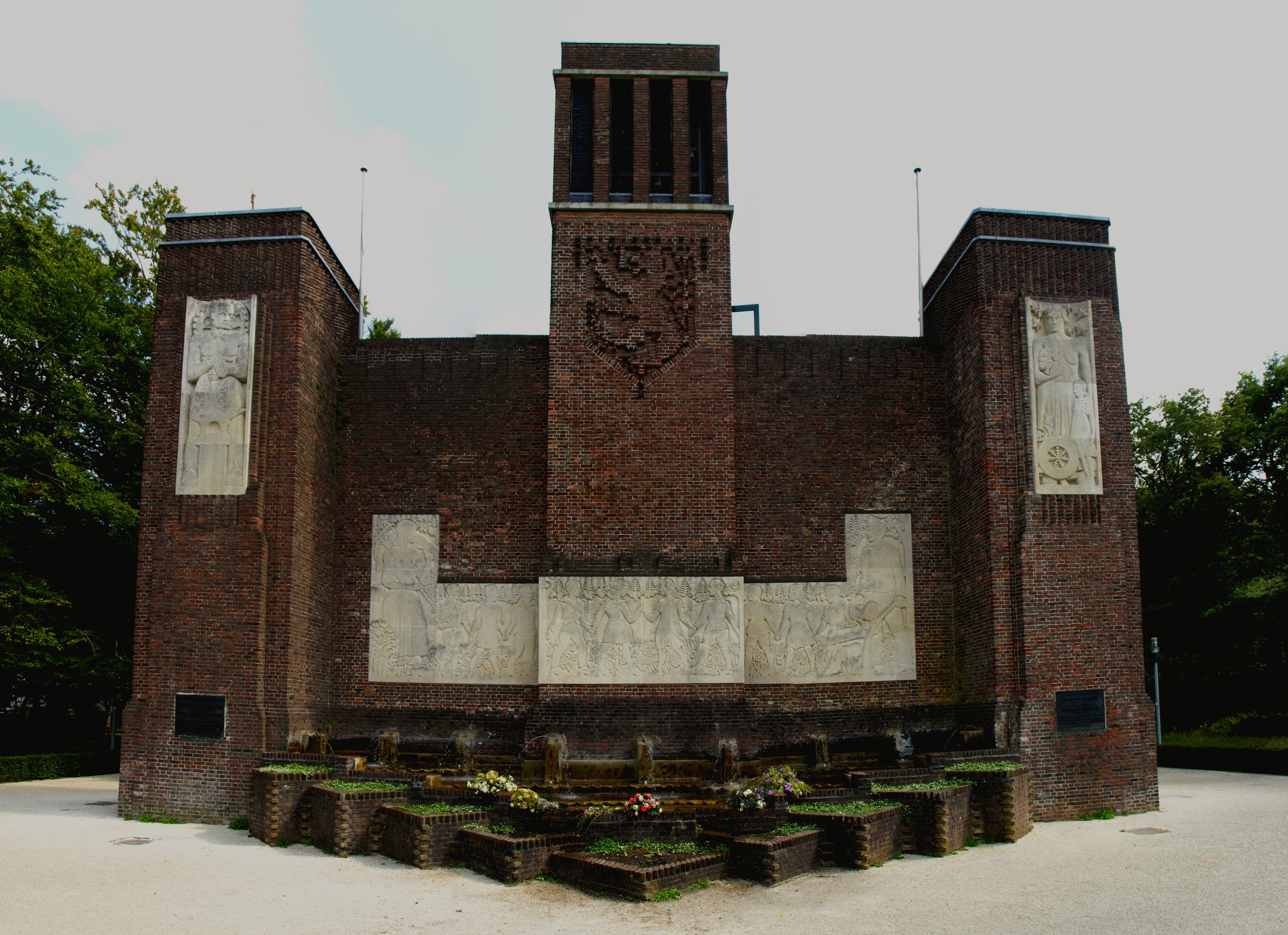
Belgenmonument in Amersfoort

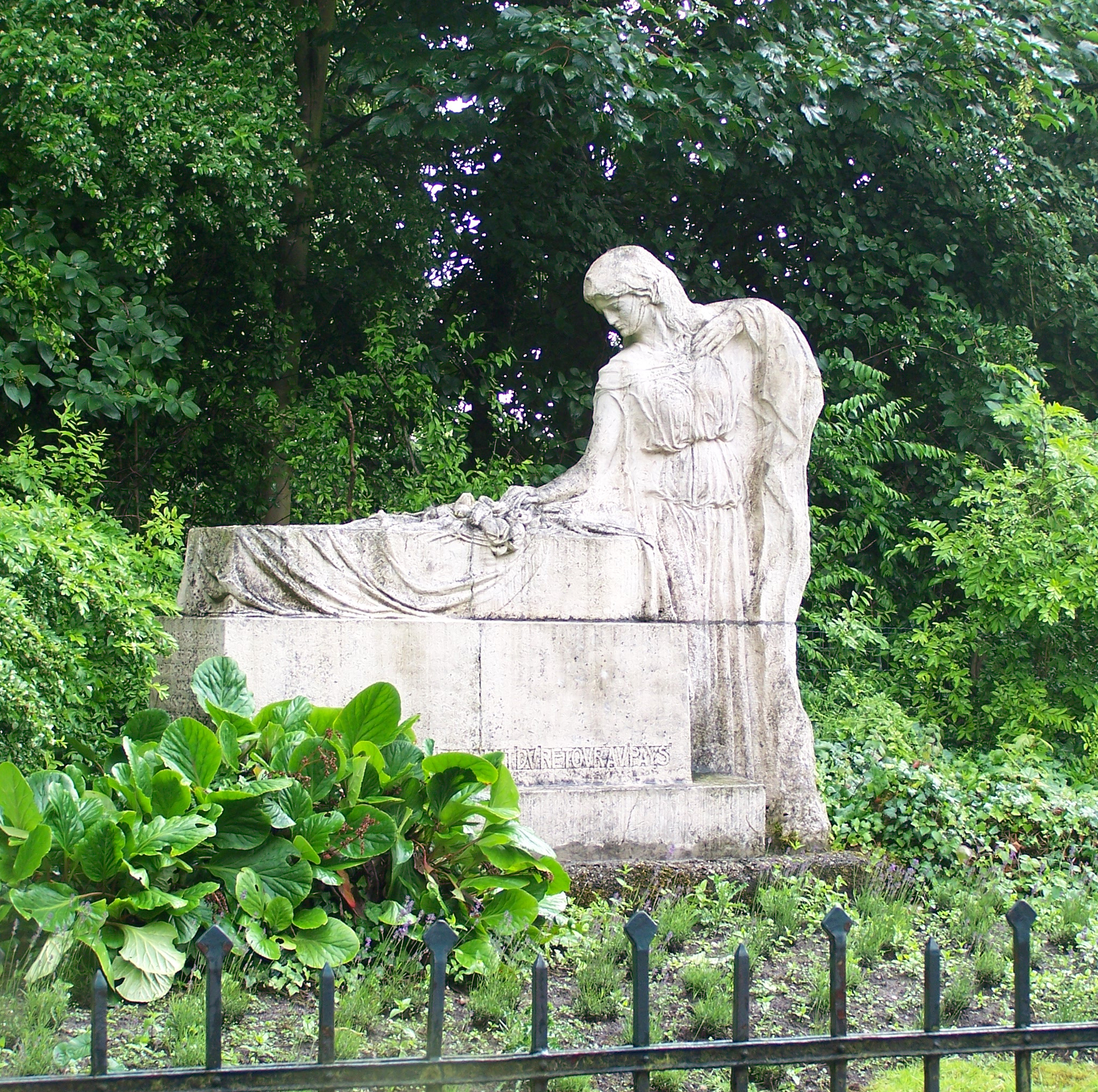
Gedenkteken Franse vluchtelingen in Maastricht

De neutraliteit hield ook in dat soldaten van de oorlogvoerende naties moesten worden ontwapend en geïnterneerd gedurende de rest van de oorlog als zij de Nederlandse grens overschreden. Dat kon gaan om militairen die uitweken tijdens de strijd, piloten van vliegtuigen die een noodlanding moesten maken of deserteurs. Dat betekende dat er Belgische, Franse, Duitse en Britse soldaten werden geïnterneerd. Er kwamen ook uit Duitsland of België krijgsgevangenen van andere landen over de grens, zodat er zelfs Russische soldaten in Nederland belandden. Uiteindelijk liep het aantal nationaliteiten van die militairen tot zo'n twintig op en het aantal zou de dertigduizend passeren. Kampen voor geïnterneerde militairen waren er in Loosduinen, Zeist, Harderwijk, Alkmaar, Oldebroek, Zwolle, Kampen, Urk, Leeuwarden, Veenhuizen en Assen. In Gaasterland was een interneringskamp voor Duitsers en in Groningen een kamp voor ruim 1.500 Britse marinesoldaten, die als infanterie-eenheden nabij Antwerpen waren ingezet. Op het toenmalige eiland Urk werden tijdens de oorlog enkele tientallen Britse en Franse officieren geïnterneerd. In interneringskampen in Amersfoort, Zeist, Harderwijk en Bergen aan Zee zaten 30.000 gevluchte Belgische militairen opgesloten. In kamp Zeist, waar ruim 12.000 gevluchte Belgische militairen waren geïnterneerd, zowel in als rondom het kamp, kwam het tot een ernstig oproer. De Nederlandse bewakingstroepen schoten zeven Belgen dood en verwondden er 22, nadat twee Belgen trachtten te ontvluchten.
Ook waren er speciale kampen voor Belgische burgervluchtelingen tijdens de Eerste Wereldoorlog (en in mindere mate Franse en Duitse). Na het uitbreken van de oorlog werd Nederland overspoeld door vluchtelingen. In Maastricht (met 38.000 inwoners) meldden zich 14.000 Belgische vluchtelingen. Daarvan keerden er in het najaar zo'n 9000 terug naar België. Ongeveer honderdduizend gevluchte Belgen zouden tot november 1918 in Nederland blijven. Door ziekte en ontbering kwamen velen om in de kampen. Van een Belgisch gezin uit Weerst, waarvan drie zoons door de Duitsers waren opgehangen, kwamen de moeder en twee dochters om in een Nederlands interneringskamp. Zogenaamde Belgenmonumenten in onder andere Amersfoort, Ede, Nunspeet en Maastricht herinneren aan deze kampen.

## Gevangenenruil via Nederland

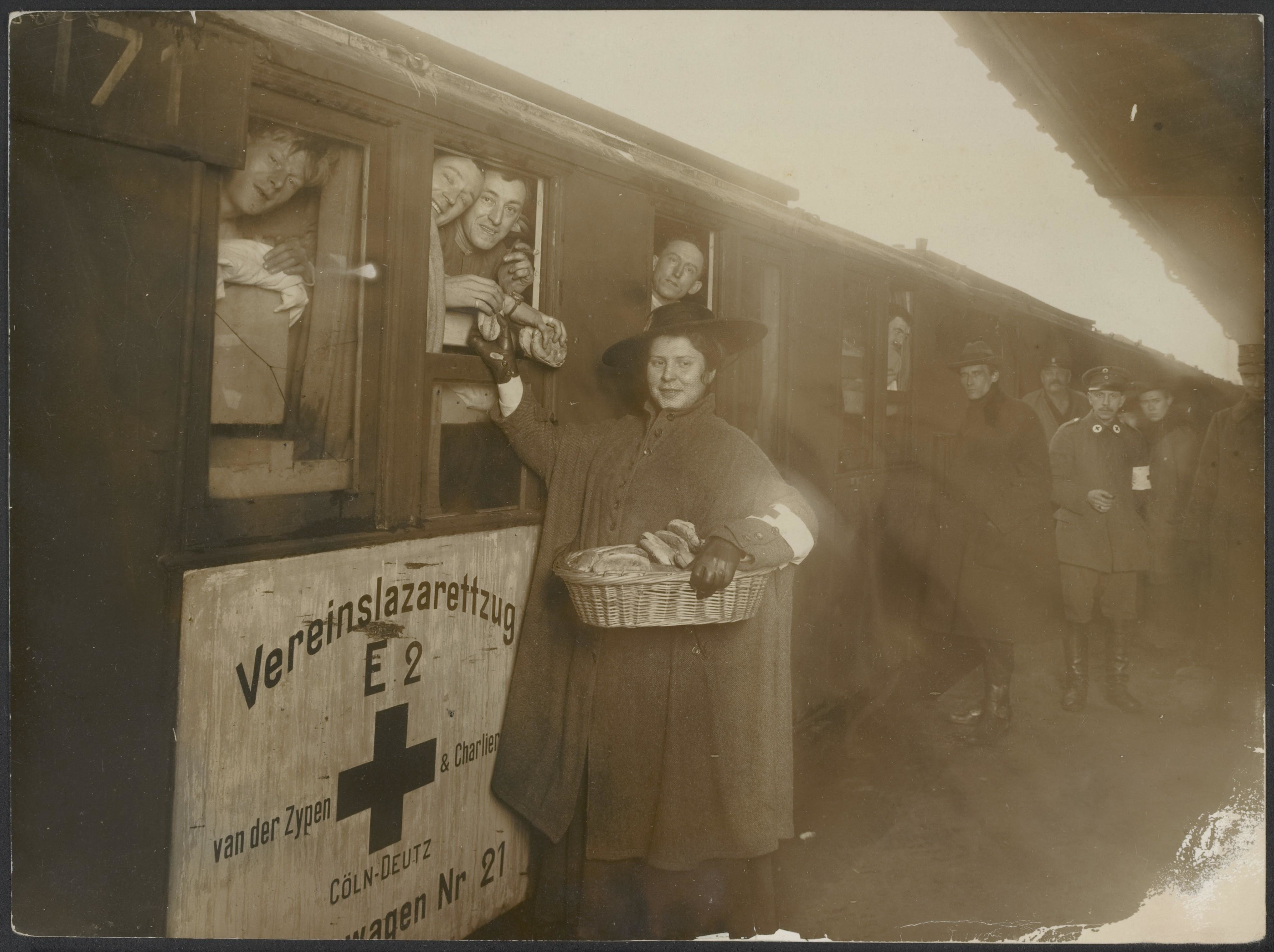
Trein met Engelse gewonde krijgsgevangenen in Roosendaal

Tijdens de oorlog werden meermaals gewonde krijgsgevangenen via Nederland uitgeruild. Geallieerde krijgsgevangenen kwamen met de trein via Roosendaal binnen en werden vanaf Rotterdam per veerboot naar Engeland vervoerd. Diezelfde veerboot bracht Duitse krijgsgevangenen vanuit Engeland naar Nederland om verder vervoerd te worden naar Duitsland. Deze gevangenenruil was onder toezicht van het Rode Kruis, de Nederlandse overheid en Duitse en Engelse officieren.

## Spionage
Vanwege de neutraliteit en geografische ligging tussen Groot-Brittannië, Duitsland en België werd Nederland een broeinest van spionage. Rotterdam was zelfs het grootste spionagecentrum van de Eerste Wereldoorlog door de spoorverbindingen met België en Duitsland en de veerdiensten op Engeland. Ook steden als Vlissingen en Maastricht werden uitvalsbasis voor spionnen. Geheime diensten van vooral Duitsland en Groot-Brittannië vestigden kantoren in Rotterdam.
De Duitse marine-inlichtingendienst 'N' stuurde vanuit Rotterdam spionnen naar Engeland, onder wie ook veel Nederlanders. Twee van hen, Heicke Janssen en Willem Roos, werden gepakt en in juli 1915 ter dood gebracht in de Tower van Londen. In oktober 1917 werd Mata Hari in Frankrijk geëxecuteerd wegens spionage voor Duitsland. Nog eens drie Nederlanders werden in België door de Duitse bezetter geëxecuteerd wegens deelname aan het Belgische verzet.

## Religie en kerkelijk leven
De Eerste Wereldoorlog had een aanzienlijke impact op het Nederlandse christendom. Nederland was misschien politiek neutraal, maar geestelijk zeker niet. De oorlog heeft aantoonbaar geleid tot 'crisisprediking', waarin zonde en schuldbesef van de kerk, Nederland en Europa centraal stonden. Tegelijk kwam de eschatologie, het geloof dat het einde der tijden nabij was, sterk op in onder meer de gereformeerde en hervormde prediking. Een veelgebruikte metafoor in de preken was de klok van de wereldgeschiedenis, die op enkele minuten voor twaalf stond: ‘Hij komt als een dief in de nacht. Wanneer? Wel, de Zijnen hebben op de groote klok der wereldgeschiedenis te zien; de cijfers zijn de teekenen der tijden en Jezus’ profetie is de wijzer (…) De wijzer is bijna rond, nog één cijfer, het laatste’, zoals een gereformeerde predikant het op de kansel verwoordde.
De oorlog had ook directe gevolgen voor het kerkleven. Duizenden jongeren werden gemobiliseerd, waardoor het kerkleven ernstig bemoeilijkt werd. Zo klaagde de Protestantenbond, een vrijzinnig samenwerkingsverband binnen de Nederlandse Hervormde Kerk, dat ze sinds de mobilisatie haar grip op de jeugd was kwijtgeraakt. Het gebrek aan mannelijke leiding in de gezinnen leidde ertoe dat de kinderen massaal de godsdienstlessen (catechisatie) verzuimden. Naast het feit dat het oorlogsgeweld het geloof van sommigen deed wankelen, zorgde de mobilisatie ook voor veranderende denkbeelden door intensievere contacten met andersdenkenden. Huwelijken tussen protestanten en katholieken kwamen eerder ook wel voor, maar het aantal nam door de mobilisatie toe.

## Belgische annexatie-eisen
Toen Nederland aan het einde van die oorlog vluchtende Duitse troepen toestemming gaf om over Nederlands grondgebied snel Duitsland te bereiken en Nederland vervolgens ook nog asiel verleende aan de vluchtende Duitse keizer Wilhelm II, waardoor hij niet vervolgd kon worden voor de oorlogsmisdaden begaan tijdens WO I, was voor België de maat vol. Op het moment dat de geallieerde overwinnaars in 1919 in Parijs om de tafel gingen zitten om Europa opnieuw in te delen, eiste de Belgische minister van Buitenlandse Zaken Paul Hymans als straf voor de Nederlandse houding de volgende gebieden op: het grootste deel van Limburg (uitgezonderd de streek ten noorden van Venlo), plus heel Zeeuws-Vlaanderen, inclusief de Westerschelde.
Engeland, Frankrijk en de Verenigde Staten steunden de Belgische minister daarin niet. Zij zagen Hymans als een hebzuchtige lastpost en vreesden dat een als gevolg van het verlies van aanzienlijke stukken grondgebied gekrenkt Nederland aansluiting zou kunnen zoeken bij een herlevend Duitsland. Het Nederlandse leger maakte zich al klaar om België 'preventief' binnen te vallen. Op een nieuw Europees conflict zaten de geallieerden niet te wachten. België kreeg in Versailles uiteindelijk alleen van Duitsland de Oostkantons – de streek van Eupen, Malmedy en Sankt Vith – plus in Afrika de Duitse kolonie Ruanda-Urundi, als mandaatgebied. Na thuiskomst van minister Hymans kopte de Belgische krant De Standaard: "België verlaten en vernederd door zijn bondgenoten".

## Rellen
Aan het eind van de oorlog broeide in veel Europese landen revolutie, vooral in de oorlogvoerende staten. Maar ook in neutrale staten zoals Nederland was het onrustig en hervormingen leken ook hier nodig. Die hervormingen waren inderdaad hard nodig. Er waren 500.000 mannen gemobiliseerd, die hun gezin en hun werk in de steek hadden moeten laten. Mede daardoor heerste in het leger en op de vloot grote ontevredenheid. Er waren al voedselrellen uitgebroken, officieren werden soms niet meer gehoorzaamd. Een 'socialistische revolutie' broeide in Nederland, net als overal in Europa. In de laatste jaren van de oorlog had de ellende toegeslagen: bedrijven gingen dicht, duizenden mensen kwamen op straat te staan. Daar kwam ziekte bij (de Spaanse griep maakte in 1918 in Nederland 17.400 slachtoffers) en honger. Het broodrantsoen was verlaagd. Troepen waren in Amsterdam en Rotterdam ingezet om plunderingen en het Aardappeloproer de kop in te drukken.
Toen op 11 november 1918 het einde van de oorlog kwam en Nederland de rekening kon opmaken, stond de zaak er beroerd voor. Maar wie de vergelijking maakt met de verwoestingen in België en Frankrijk, kan niet anders dan concluderen dat Nederland toch door het oog van een naald is gekropen.